# Pico Pedra Azul
Pico Pedra Azul är ett berg i Brasilien.   Det ligger i kommunen Domingos Martins och delstaten Espírito Santo, i den sydöstra delen av landet, 900 km sydost om huvudstaden Brasília. Toppen på Pico Pedra Azul är 1 535 meter över havet, eller 88 meter över den omgivande terrängen. Bredden vid basen är 0,94 km.
Terrängen runt Pico Pedra Azul är huvudsakligen lite kuperad. Runt Pico Pedra Azul är det glesbefolkat, med 13 invånare per kvadratkilometer..
I omgivningarna runt Pico Pedra Azul växer i huvudsak städsegrön lövskog.